# 단일차종 경주

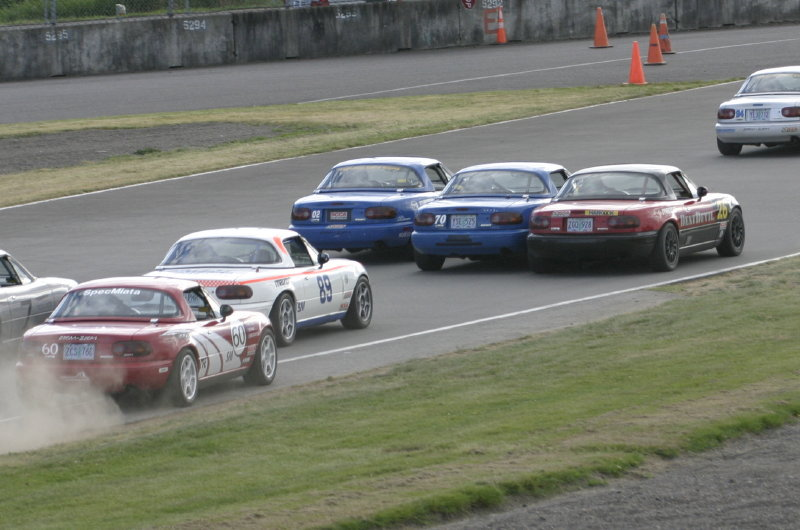
미아타 차종 경주대회, 스펙 미아타(Spec Miata)

단일차종 경주(one-make racing, 원메이크 레이싱)는 하나의 회사에서 만든 단일 차종 또는 동일한 차체구조를 가진 자동차만을 사용하여 하는 자동차 경주이다. 북미에서는 스펙 자동차 경주(spec racing, 스펙 레이싱)라고도 한다.